# اوبردینگ
اوبردینگ (به آلمانی: Oberding) یک شهر در آلمان است که در بایرن واقع شده‌است.

## خصوصیات
اوبردینگ ۶۴٫۷۰ کیلومترمربع مساحت دارد ۴۶۸ متر بالاتر از سطح دریا واقع شده‌است.